# Арката
Арката е река в Южна България, Софийска област, община Самоков и Област Перник, община Радомир, ляв приток на река Струма. Дължината ѝ е 37 km.
Река Арката се образува от сливането на трите реки Драгал, Добри дол и Мартинова река, първите две извиращи от планината Верила, а последната – от Витоша. Те се събират в чертите на село Горна Диканя, като за начало се приема средната река Добри дол, извираща на 1160 m н.в., на 700 m югоизточно от Букапреслапския проход, отделящ Витоша на север от Верила на юг. До село Долна Диканя реката тече на запад в дълбока и залесена долина. След това завива на югозапад и навлиза в обширната Радомирска котловина под името Диканска река. Северно от село Гълъбник реката завива на северозапад под името Горна Матица, а след устието на река Крива Матица получава името Арката. По цялото си протежение в Радомирската котловина коритото ѝ е коригирано с водозащитни диги. Влива се отляво в река Струма, на 626 m н.в. на 300 m югозападно от село Прибой.
Площта на водосборния басейн на реката е 349 km2, което представлява 2,02% от водосборния басейн на река Струма. Реката отводнява почти цялата Радомирска котловина, югозападните склонове на планините Голо бърдо и Витоша, северозападните на Верила и северните склонове на Конявска планина.
Основни притоци: → ляв приток, ← десен приток
- ← Мартинова река
- → Драгал
- ← Примичов дол
- ← Крива Матица
- ← Барата
- ← Смилева бара
- → Бабин гроб
- → Главеш

Среден годишен отток в устието 1,13 m3/s с максимум през март и минимум – септември.
По течението на реката в Община Радомир са разположени селата Горна Диканя, Долна Диканя, Долни Раковец и Бобораци.
Непосредствено над село Долна Диканя е изграден язовир „Долна Диканя", който служи не само за регулиране на оттока на реката, но и за напояване на обширните земеделски земи в Радомирската котловина. Част от водите на Арката чрез канал се прехвърлят на юг към водосборния басейн на река Джерман, ляв приток на Струма.

## Топографска карта
- Лист от карта K-34-58. Мащаб: 1 : 100 000.
- Лист от карта K-34-59. Мащаб: 1 : 100 000.